# Lány (Havlíčkův Brod-i járás)
Lány település Csehországban, a Havlíčkův Brod-i járásban. Lány Libice nad Doubravou és Maleč településekkel határos. Lakosainak száma 59 fő (2024. január 1.).

## Népesség
A település lakosságának változását az alábbi diagram mutatja:
| Lakosok száma | 249  | 244  | 221  | 148  | 108  | 57   | 52   | 51   | 56   | 59   |
|               | 1869 | 1890 | 1921 | 1950 | 1980 | 2001 | 2017 | 2019 | 2022 | 2024 |